# انتخابات مجلس الأمن التابع للأمم المتحدة 1980
أُجريت انتخابات مجلس الأمن التابع للأمم المتحدة لعام 1980 في الفترة من 20 أكتوبر إلى 13 نوفمبر 1980 خلال الدورة السابعة والثلاثين للجمعية العامة للأمم المتحدة، التي عقدت في مقر الأمم المتحدة في مدينة نيويورك. انتخبت الجمعية العامة أيرلندا واليابان وبنما وإسبانيا وأوغندا أعضاءً غير دائمين في مجلس الأمن التابع للأمم المتحدة لمدة عامين تبدأ في 1 يناير 1981.

## القواعد
يتألف مجلس الأمن من 15 مقعدا، يشغلها خمسة أعضاء دائمين وعشرة أعضاء غير دائمين. وفي كل عام، يتم انتخاب نصف الأعضاء غير الدائمين لمدة عامين.   ولا يجوز للعضو الحالي أن يترشح على الفور لإعادة انتخابه. 
وفقًا للقواعد التي يتم بموجبها تناوب المقاعد العشرة غير الدائمة في مجلس الأمن بين الكتل الإقليمية المختلفة التي تقسم إليها الدول الأعضاء في الأمم المتحدة تقليديًا لأغراض التصويت والتمثيل،  يتم تخصيص المقاعد الخمسة المتاحة على النحو التالي:
- مقعد للدول الأفريقية (تشغله زامبيا)
- مقعد لبلدان المجموعة الآسيوية (تسمى الآن مجموعة آسيا والمحيط الهادئ )[5] (تشغله بنجلاديش)
- مقعد لأمريكا اللاتينية ومنطقة البحر الكاريبي (تشغله جامايكا)
- مقعدان لمجموعة أوروبا الغربية ودول أخرى (تشغلهما النرويج والبرتغال)

ولكي يتم انتخابه، يجب أن يحصل المرشح على أغلبية ثلثي الحاضرين والمصوتين. إذا كان التصويت غير حاسم بعد الجولة الأولى، فسيتم إجراء ثلاث جولات من التصويت المقيد، تليها ثلاث جولات من التصويت غير المقيد، وهكذا، حتى يتم الحصول على نتيجة. في التصويت المقيد، لا يجوز التصويت إلا على المرشحين الرسميين، بينما في التصويت غير المقيد، يجوز التصويت على أي عضو في مجموعة إقليمية معينة، باستثناء أعضاء المجلس الحاليين.

## المرشحون

### أفريقيا وآسيا
- اليابان
- أوغندا

### أوروبا الغربية وغيرها
أعلن رئيس المجموعة، مندوب نيوزيلندا، مرشحي مجموعة أوروبا الغربية ودول أخرى، قبل الجولة الأولى من التصويت. 
- أيرلندا
- مالطا
- إسبانيا

### أمريكا اللاتينية ومنطقة البحر الكاريبي
- كوستاريكا – وكانت كوستاريكا واحدة من دولتين فقط أعلنتا عن نيتهما السعي للحصول على مقعد أمريكا اللاتينية قبل الانتخابات. وانسحبت رسميا بعد الجولة الثانية والعشرين.[7]
- كوبا – كانت الدولة الأخرى التي أعلنت ترشحها قبل الانتخابات. [7]ومع ذلك، قبل الجولة الأولى من التصويت، انسحبت كوبا، مستشهدة بظروف مماثلة لانتخابات العام السابق، والتي لم تكن كوبا مرشحًا ناجحًا فيها والتي استمرت 155 جولة على مدى ثلاثة أشهر.[6]
- بنما – أعلنت بنما ترشحها فقط بعد اكتمال أربع عشرة جولة من التصويت غير الحاسم،[8] بعد أن أيدت في البداية كوستاريكا، مشيرة إلى انتخاب رونالد ريغان كسبب مقنع لوجود بنما في المجلس.[7]

- غيانا – بعد حصولها على عدد كبير من الأصوات في الجولات القليلة الأولى، أوضحت غيانا أنها لا تسعى للحصول على مقعد في المجلس وأيدت كوستاريكا رسميًا.[9]
- نيكاراغوا – على الرغم من حصولها على عدد كبير من الأصوات في الجولات الوسطى، قررت حكومة نيكاراغوا عدم الترشح في الانتخابات. وقد أوضحت هذا الموقف خلال دورة غير عادية لمجموعة أمريكا اللاتينية، وأرسل القرار إلى الجمعية العامة من خلال رئيس المجموعة قبل الجولة الحادية عشرة من التصويت.[10]

## النتيجة
وأجري التصويت في اقتراعات منفصلة للمجموعات الإقليمية الثلاث.

### الدول الأفريقية والآسيوية
| نتائج انتخابات الدول الأفريقية والآسيوية | نتائج انتخابات الدول الأفريقية والآسيوية |
| ---------------------------------------- | ---------------------------------------- |
| الدولة                                   | الجولة الأولى                            |
| اليابان                                  | 141                                      |
| أوغندا                                   | 134                                      |
| زيمبابوي                                 | 2                                        |
| السنغال                                  | 1                                        |
| تشاد                                     | 1                                        |
| ممتنعون                                  | 3                                        |
| بطاقات الاقتراع الباطلة                  | 0                                        |
| الأغلبية المطلوبة                        | 98                                       |
| المصدر:                                  |                                          |

### مجموعة أوروبا الغربية ودول أخرى
| نتائج انتخابات مجموعة أوروبا الغربية ودول أخرى | نتائج انتخابات مجموعة أوروبا الغربية ودول أخرى |
| ---------------------------------------------- | ---------------------------------------------- |
| الدولة                                         | الجولة الأولى                                  |
| إسبانيا                                        | 109                                            |
| أيرلندا                                        | 107                                            |
| مالطا                                          | 74                                             |
| ممتنعون                                        | 2                                              |
| بطاقات الاقتراع الباطلة                        | 0                                              |
| الأغلبية المطلوبة                              | 100                                            |
| المصدر:                                        |                                                |

### مجموعة أمريكا اللاتينية ومنطقة البحر الكاريبي
استغرقت انتخابات دول أمريكا اللاتينية ومنطقة البحر الكاريبي عدة أيام.

#### اليوم الأول
وجرت الجولات الثلاث الأولى من التصويت خلال الجلستين العامتين الحادية والأربعين  والثانية والأربعين  للجمعية العامة.
| نتائج انتخابات مجموعة أمريكا اللاتينية ومنطقة البحر الكاريبي | نتائج انتخابات مجموعة أمريكا اللاتينية ومنطقة البحر الكاريبي | نتائج انتخابات مجموعة أمريكا اللاتينية ومنطقة البحر الكاريبي | نتائج انتخابات مجموعة أمريكا اللاتينية ومنطقة البحر الكاريبي |
| ------------------------------------------------------------ | ------------------------------------------------------------ | ------------------------------------------------------------ | ------------------------------------------------------------ |
| الدولة                                                       | الجولة الأولى                                                | الجولة الثانية                                               | الجولة الثالثة                                               |
| كوستاريكا                                                    | 89                                                           | 78                                                           | 74                                                           |
| غيانا                                                        | 26                                                           | 63                                                           | 70                                                           |
| كوبا                                                         | 9                                                            | —                                                            | —                                                            |
| نيكاراغوا                                                    | 6                                                            | —                                                            | —                                                            |
| بنما                                                         | 2                                                            | —                                                            | —                                                            |
| غرينادا                                                      | 1                                                            | —                                                            | —                                                            |
| بيرو                                                         | 1                                                            | —                                                            | —                                                            |
| ترينيداد وتوباغو                                             | 1                                                            | —                                                            | —                                                            |
| ممتنعون                                                      | 15                                                           | 1                                                            | 1                                                            |
| بطاقات الاقتراع الباطلة                                      | 1                                                            | 0                                                            | 0                                                            |
| الأغلبية المطلوبة                                            | 90                                                           | 94                                                           | 96                                                           |

#### اليوم الثاني
وأجريت جولات التصويت من الرابعة إلى الثامنة خلال الجلسة العامة الثالثة والأربعين للجمعية العامة. 
| نتائج انتخابات مجموعة أمريكا اللاتينية ومنطقة البحر الكاريبي | نتائج انتخابات مجموعة أمريكا اللاتينية ومنطقة البحر الكاريبي | نتائج انتخابات مجموعة أمريكا اللاتينية ومنطقة البحر الكاريبي | نتائج انتخابات مجموعة أمريكا اللاتينية ومنطقة البحر الكاريبي | نتائج انتخابات مجموعة أمريكا اللاتينية ومنطقة البحر الكاريبي | نتائج انتخابات مجموعة أمريكا اللاتينية ومنطقة البحر الكاريبي |
| ------------------------------------------------------------ | ------------------------------------------------------------ | ------------------------------------------------------------ | ------------------------------------------------------------ | ------------------------------------------------------------ | ------------------------------------------------------------ |
| الدولة                                                       | الجولة الرابعة                                               | الجولة الخامسة                                               | الجولة السادسة                                               | الجولة السابعة                                               | الجولة الثامنة                                               |
| كوستاريكا                                                    | 90                                                           | 84                                                           | 87                                                           | 86                                                           | 86                                                           |
| غيانا                                                        | 47                                                           | 36                                                           | 25                                                           | 19                                                           | —                                                            |
| نيكاراغوا                                                    | —                                                            | 22                                                           | 30                                                           | 40                                                           | 60                                                           |
| كوبا                                                         | —                                                            | 4                                                            | 2                                                            | 1                                                            | —                                                            |
| جمهورية الدومينيكان                                          | —                                                            | —                                                            | 2                                                            | 3                                                            | —                                                            |
| باربادوس                                                     | —                                                            | 1                                                            | —                                                            | —                                                            | —                                                            |
| تشيلي                                                        | —                                                            | 1                                                            | —                                                            | —                                                            | —                                                            |
| بيرو                                                         | —                                                            | 1                                                            | 1                                                            | —                                                            | —                                                            |
| بنما                                                         | —                                                            | —                                                            | 1                                                            | —                                                            | —                                                            |
| ممتنعون                                                      | 6                                                            | 1                                                            | 2                                                            | 2                                                            | 5                                                            |
| بطاقات الاقتراع الباطلة                                      | 8                                                            | 1                                                            | 1                                                            | 0                                                            | 0                                                            |
| الأغلبية المطلوبة                                            | 92                                                           | 100                                                          | 99                                                           | 100                                                          | 98                                                           |

#### اليوم الثالث
جرت الجولتين التاسعة والعاشرة من التصويت خلال الجلسة العامة السابعة والأربعين للجمعية العامة. 
| نتائج انتخابات مجموعة أمريكا اللاتينية ومنطقة البحر الكاريبي | نتائج انتخابات مجموعة أمريكا اللاتينية ومنطقة البحر الكاريبي | نتائج انتخابات مجموعة أمريكا اللاتينية ومنطقة البحر الكاريبي |
| ------------------------------------------------------------ | ------------------------------------------------------------ | ------------------------------------------------------------ |
| الدولة                                                       | الجولة التاسعة                                               | الجولة العاشرة                                               |
| كوستاريكا                                                    | 81                                                           | 82                                                           |
| نيكاراغوا                                                    | 62                                                           | 60                                                           |
| ممتنعون                                                      | 5                                                            | 5                                                            |
| بطاقات الاقتراع الباطلة                                      | 0                                                            | 0                                                            |
| الأغلبية المطلوبة                                            | 96                                                           | 95                                                           |

#### اليوم الرابع
وأجريت جولات التصويت من الحادية عشرة إلى الثالثة عشرة خلال الجلسة العامة الحادية والخمسين. 
| نتائج انتخابات مجموعة أمريكا اللاتينية ومنطقة البحر الكاريبي | نتائج انتخابات مجموعة أمريكا اللاتينية ومنطقة البحر الكاريبي | نتائج انتخابات مجموعة أمريكا اللاتينية ومنطقة البحر الكاريبي | نتائج انتخابات مجموعة أمريكا اللاتينية ومنطقة البحر الكاريبي | نتائج انتخابات مجموعة أمريكا اللاتينية ومنطقة البحر الكاريبي |
| ------------------------------------------------------------ | ------------------------------------------------------------ | ------------------------------------------------------------ | ------------------------------------------------------------ | ------------------------------------------------------------ |
| الدولة                                                       | الجولة الحادية عشر                                           | الجولة الثانية عشر                                           | الجولة الثالثة عشر                                           | الجولة الرابعة عشر                                           |
| كوستاريكا                                                    | 82                                                           | 84                                                           | 83                                                           | 85                                                           |
| بنما                                                         | 16                                                           | 38                                                           | 25                                                           | 57                                                           |
| غيانا                                                        | 12                                                           | 8                                                            | 18                                                           | -                                                            |
| نيكاراغوا                                                    | 10                                                           | 7                                                            | 10                                                           | -                                                            |
| سانت لوسيا                                                   | 4                                                            | -                                                            | -                                                            | -                                                            |
| البرازيل                                                     | 3                                                            | 2                                                            | 4                                                            | -                                                            |
| كوبا                                                         | 2                                                            | 1                                                            | 2                                                            | -                                                            |
| باربادوس                                                     | 1                                                            | -                                                            | -                                                            | -                                                            |
| غرينادا                                                      | 1                                                            | -                                                            | -                                                            | -                                                            |
| بيرو                                                         | 1                                                            | -                                                            | -                                                            | -                                                            |
| غواتيمالا                                                    | -                                                            | 1                                                            | -                                                            | -                                                            |
| هايتي                                                        | -                                                            | 1                                                            | -                                                            | -                                                            |
| ممتنعون                                                      | 3                                                            | 1                                                            | 1                                                            | 2                                                            |
| بطاقات الاقتراع الباطلة                                      | 0                                                            | 0                                                            | 0                                                            | 0                                                            |
| الأغلبية المطلوبة                                            | 88                                                           | 95                                                           | 95                                                           | 95                                                           |

#### اليوم الخامس
وأجريت جولات التصويت من الخامسة عشرة إلى الثانية والعشرين خلال الجلسة العامة السابعة والخمسين للجمعية العامة. 
| نتائج انتخابات مجموعة أمريكا اللاتينية ومنطقة البحر الكاريبي | نتائج انتخابات مجموعة أمريكا اللاتينية ومنطقة البحر الكاريبي | نتائج انتخابات مجموعة أمريكا اللاتينية ومنطقة البحر الكاريبي | نتائج انتخابات مجموعة أمريكا اللاتينية ومنطقة البحر الكاريبي | نتائج انتخابات مجموعة أمريكا اللاتينية ومنطقة البحر الكاريبي | نتائج انتخابات مجموعة أمريكا اللاتينية ومنطقة البحر الكاريبي | نتائج انتخابات مجموعة أمريكا اللاتينية ومنطقة البحر الكاريبي | نتائج انتخابات مجموعة أمريكا اللاتينية ومنطقة البحر الكاريبي | نتائج انتخابات مجموعة أمريكا اللاتينية ومنطقة البحر الكاريبي |
| ------------------------------------------------------------ | ------------------------------------------------------------ | ------------------------------------------------------------ | ------------------------------------------------------------ | ------------------------------------------------------------ | ------------------------------------------------------------ | ------------------------------------------------------------ | ------------------------------------------------------------ | ------------------------------------------------------------ |
| الدولة                                                       | الجولة الخامسة عشر                                           | الجولة السادسة عشر                                           | الجولة السابعة عشر                                           | الجولة الثامنة عشر                                           | الجولة التاسعة عشر                                           | الجولة العشرون                                               | الجولة الحادية والعشرون                                      | الجولة الثانية والعشرون                                      |
| كوستاريكا                                                    | 75                                                           | 71                                                           | 62                                                           | 62                                                           | 59                                                           | 58                                                           | 53                                                           | 52                                                           |
| بنما                                                         | 73                                                           | 75                                                           | 79                                                           | 83                                                           | 85                                                           | 88                                                           | 91                                                           | 93                                                           |
| غيانا                                                        | -                                                            | -                                                            | 3                                                            | 1                                                            | -                                                            | -                                                            | -                                                            | -                                                            |
| باربادوس                                                     | -                                                            | -                                                            | 1                                                            | 1                                                            | 1                                                            | -                                                            | -                                                            | -                                                            |
| كوبا                                                         | -                                                            | -                                                            | 1                                                            | -                                                            | -                                                            | -                                                            | -                                                            | -                                                            |
| الإكوادور                                                    | -                                                            | -                                                            | 1                                                            | 1                                                            | 1                                                            | -                                                            | -                                                            | -                                                            |
| نيكاراغوا                                                    | -                                                            | -                                                            | 1                                                            | -                                                            | -                                                            | -                                                            | -                                                            | -                                                            |
| ترينيداد وتوباغو                                             | -                                                            | -                                                            | 1                                                            | -                                                            | -                                                            | -                                                            | -                                                            | -                                                            |
| ممتنعون                                                      | 1                                                            | 1                                                            | 1                                                            | 1                                                            | 1                                                            | 1                                                            | 2                                                            | 2                                                            |
| بطاقات الاقتراع الباطلة                                      | 1                                                            | 0                                                            | 0                                                            | 0                                                            | 0                                                            | 0                                                            | 0                                                            | 0                                                            |
| الأغلبية المطلوبة                                            | 99                                                           | 98                                                           | 100                                                          | 99                                                           | 98                                                           | 98                                                           | 96                                                           | 97                                                           |

#### اليوم السادس
وأجريت الجولة الثالثة والعشرون والأخيرة من التصويت خلال الجلسة العامة الحادية والستين للجمعية العامة. 
| نتائج الانتخابات في دول أمريكا اللاتينية ومنطقة البحر الكاريبي | نتائج الانتخابات في دول أمريكا اللاتينية ومنطقة البحر الكاريبي |
| -------------------------------------------------------------- | -------------------------------------------------------------- |
| الدولة                                                         | الجولة الثالثة والعشرون                                        |
| بنما                                                           | 111                                                            |
| كوستاريكا                                                      | 16                                                             |
| كوبا                                                           | 2                                                              |
| بوليفيا                                                        | 1                                                              |
| كولومبيا                                                       | 1                                                              |
| هندوراس                                                        | 1                                                              |
| نيكاراغوا                                                      | 1                                                              |
| بيرو                                                           | 1                                                              |
| سورينام                                                        | 1                                                              |
| ممتنعون                                                        | 5                                                              |
| بطاقات الاقتراع الباطلة                                        | 0                                                              |
| الأغلبية المطلوبة                                              | 90                                                             |

## روابط خارجية
- وثيقة الأمم المتحدة A/59/881 مذكرة شفوية من البعثة الدائمة لكوستاريكا تحتوي على سجل لانتخابات مجلس الأمن حتى عام 2004